# Pogonomyrmex anergismus
Pogonomyrmex anergismus é uma espécie de insecto da família Formicidae.
É endémica dos Estados Unidos da América.

## Modo de vida
A P. anergismus é uma espécie parasita sem obreiras, que habita nos formigueiros de outras espécies. Quanto tentam invadir um formigueiro, as rainhas P. anergismus são atacadas pelas obreiras da espécie parasitada, mas se conseguirem entrar em contacto com a rainha hospedeira, passam a ser aceites pela colónia. Ao contrário do que se passa com outras espécies parasitas (em que a rainha parasita mata a rainha hospedeira), as rainhas das duas espécies continuam a coexistir dentro do formigueiro. O acasalamento ocorre dentro do formigueiro. Aparentemente, podem existir várias rainhas P. anergismus no mesmo formigueiro.
A P. anegismus parasita duas espécies de formigas - a Pogonomyrmex barbatus e a  Pogonomyrmex rugosus.